# Seznam medailistů na halovém mistrovství Evropy v běhu na 200 m
Běh na 200 metrů byl na programu halového mistrovství Evropy zařazen v letech 1982 až 2005.

## Muži
| Rok      | Místo     | Zlato             | Výkon vítěze | Stříbro              | Bronz                  |
| -------- | --------- | ----------------- | ------------ | -------------------- | ---------------------- |
| HME 1982 | Milán     | Erwin Skamrahl    | 21,20        | István Nagy          | Michele Di Pace        |
| HME 1983 | Budapešť  | Alexandr Jevgeněv | 20,97        | Jacques Borlée       | István Nagy            |
| HME 1984 | Göteborg  | Alexandr Jevgeněv | 20,98        | Ade Mafe             | Giovanni Bongiorni     |
| HME 1985 | Pireus    | Stefano Tilli     | 20,77        | Olaf Prenzler        | Alexandr Jevgeněv      |
| HME 1986 | Madrid    | Linford Christie  | 21,10        | Alexandr Jevgeněv    | Nikolaj Razgonov       |
| HME 1987 | Liévin    | Bruno Marie-Rose  | 20,36 RHME   | Vladimir Krylov      | John Regis             |
| HME 1988 | Budapešť  | Nikolaj Razgonov  | 20,62        | Nikolaj Antonov      | Linford Christie       |
| HME 1989 | Haag      | Ade Mafe          | 20,92        | John Regis           | Bruno Marie-Rose       |
| HME 1990 | Glasgow   | Sandro Floris     | 21,01        | Nikolaj Antonov      | Bruno Marie-Rose       |
| HME 1992 | Janov     | Nikolaj Antonov   | 20,41        | Daniel Sangouma      | Aleksandr Goremykin    |
| HME 1994 | Paříž     | Daniel Sangouma   | 20,68        | Władysław Dołohodin  | George Panagiotopoulos |
| HME 1996 | Stockholm | Erik Wijmeersch   | 21,04        | Alexios Alexopoulos  | Torbjörn Eriksson      |
| HME 1998 | Valencie  | Sergiy Ossovich   | 20,40        | Anninos Marcoullides | Allyn Condon           |
| HME 2000 | Gent      | Christian Malcolm | 20,54        | Patrick Stevens      | Julian Golding         |
| HME 2002 | Vídeň     | Marcin Urbaś      | 20,64        | Christian Malcolm    | Robert Maćkowiak       |
| HME 2005 | Madrid    | Tobias Unger      | 20,53        | Chris Lambert        | Marcin Urbaś           |

## Ženy
| Rok      | Místo     | Zlato                 | Výkon vítěze | Stříbro                   | Bronz                     |
| -------- | --------- | --------------------- | ------------ | ------------------------- | ------------------------- |
| HME 1982 | Milán     | Gesine Waltherová     | 22,80        | Jelena Kelčevská          | Heidi-Elke Gaugelová      |
| HME 1983 | Budapešť  | Marita Kochová        | 22,39 - RHME | Joan Baptisteová          | Christina Sussieková      |
| HME 1984 | Göteborg  | Jarmila Kratochvílová | 23,02        | Marie-Christine Cazierová | Olga Antonovová           |
| HME 1985 | Pireus    | Marita Kochová        | 22,82        | Kirsten Emmelmannová      | Els Vaderová              |
| HME 1986 | Madrid    | Marita Kochová        | 22,58        | Ewa Kasprzyková           | Kirsten Emmelmannová      |
| HME 1987 | Liévin    | Kirsten Emmelmannová  | 23,10        | Blanca Lacambraová        | Marie-Christine Cazierová |
| HME 1988 | Budapešť  | Ewa Kasprzyková       | 22,69        | Taťána Papilinová         | Silke Knollová            |
| HME 1989 | Haag      | Marie-José Pérecová   | 23,21        | Regula Aebiová            | Sabine Trögerová          |
| HME 1990 | Glasgow   | Ulrike Sarvariová     | 22,96        | Natalia Kovtunová         | Galina Malčuginová        |
| HME 1992 | Janov     | Oksana Stepičevová    | 23,18        | Iolanda Oantaová          | Sabine Trögerová          |
| HME 1994 | Paříž     | Galina Malčuginová    | 22,41        | Silke Knollová            | Jacqueline Poelmanová     |
| HME 1996 | Stockholm | Sandra Myersová       | 23,15        | Erika Suchovská           | Zlatka Georgijevová       |
| HME 1998 | Valencie  | Světlana Gončarenková | 22,46        | Melanie Paschkeová        | Ekaterini Koffaová        |
| HME 2000 | Gent      | Muriel Hurtisová      | 23,06        | Alenka Bikarová           | Jekatěrina Leščovová      |
| HME 2002 | Vídeň     | Muriel Hurtisová      | 22,52        | Karin Mayrová             | Gabi Rockmeierová         |
| HME 2005 | Madrid    | Ivet Lalovová         | 22,91        | Karin Mayrová             | Jacqueline Poelmanová     |